# Kretowszczyzna
Kretowszczyzna – dawna wieś. Tereny, na których była położona, leżą obecnie na Białorusi, w obwodzie witebskim, w rejonie postawskim, w sielsowiecie Komaje.

## Historia
W czasach zaborów wieś w gminie Jasiewo, w powiecie święciańskim, w guberni wileńskiej Imperium Rosyjskiego. W 1905 roku liczyła 48 mieszkańców, 37 dziesięcin.
Po I wojnie światowej pod administracją polską, w Zarządzie Cywilnym Ziem Wschodnich. W latach 1920–1922 w składzie Litwy Środkowej.
Od 11 kwietnia 1922 wieś leżała w Polsce, w województwie wileńskim, w powiecie święciańskim, od 1926 roku w powiecie postawskim, w gminie Kobylnik.
W 1931 w 5 domach zamieszkiwało 19 osób.
W 1938 roku miejscowość należała do gromady Stawiszowo gminy Kobylnik.